# Médoc
La Médoc (in dialetto guascone Medòc IPA:[meˈðɔk]) è una regione naturale della Francia, penisola del dipartimento francese della Gironda, in Aquitania.
Delimitata dall'oceano Atlantico, l'estuario della Gironda, la pointe de Grave, la vasta forêt des Landes e la riserva naturale Réserve naturelle nationale du Marais de Bruges — alle porte di Bordeaux —, è composta da tre entità storiche (Bas-Médoc, Haut-Médoc e Landes) e da più territori (Vignoble du Médoc e Landes du Médoc).
La capitale è Lesparre-Médoc, sede di un'importante signoria sotto l'Ancien Régime, odierna prefettura. Località importante per la viticoltura è Pauillac. Il litorale è pieno di siti balneari, Soulac-sur-Mer, Vendays-Montalivet, Carcans, Hourtin, Lacanau.

## Comuni e villaggimédocains
- Arcins
- Arsac
- Avensan
- Bégadan
- Blaignan
- Blanquefort
- Brach
- Cantenac
- Carcans
- Castelnau-de-Médoc
- Cissac-Médoc
- Civrac-en-Médoc
- Couquèques
- Cussac-Fort-Médoc
- Eysines
- Gaillan-en-Médoc
- Grayan-et-l'Hôpital
- Hourtin
- Jau-Dignac-et-Loirac
- Labarde
- Lacanau
- Lamarque
- Le Haillan
- Le Pian-Médoc
- Le Porge
- Le Taillan-Médoc
- Le Temple
- Le Verdon-sur-Mer
- Lesparre-Médoc
- Listrac-Médoc
- Ludon-Médoc
- Macau
- Margaux
- Moulis-en-Médoc
- Naujac-sur-Mer
- Ordonnac
- Parempuyre
- Pauillac
- Prignac-en-Médoc
- Queyrac
- Saint-Aubin-de-Médoc
- Saint-Christoly-Médoc
- Saint-Estèphe
- Saint-Germain-d'Esteuil
- Sainte-Hélène
- Saint-Julien-Beychevelle
- Saint-Médard-en-Jalles
- Saint-Sauveur
- Saint-Seurin-de-Cadourne
- Saint-Laurent-Médoc
- Saint-Vivien-de-Médoc
- Saint-Yzans-de-Médoc
- Salaunes
- Saumos
- Soulac-sur-Mer
- Soussans
- Talais
- Valeyrac
- Vendays-Montalivet
- Vensac
- Vertheuil